# 그린-타오 정리

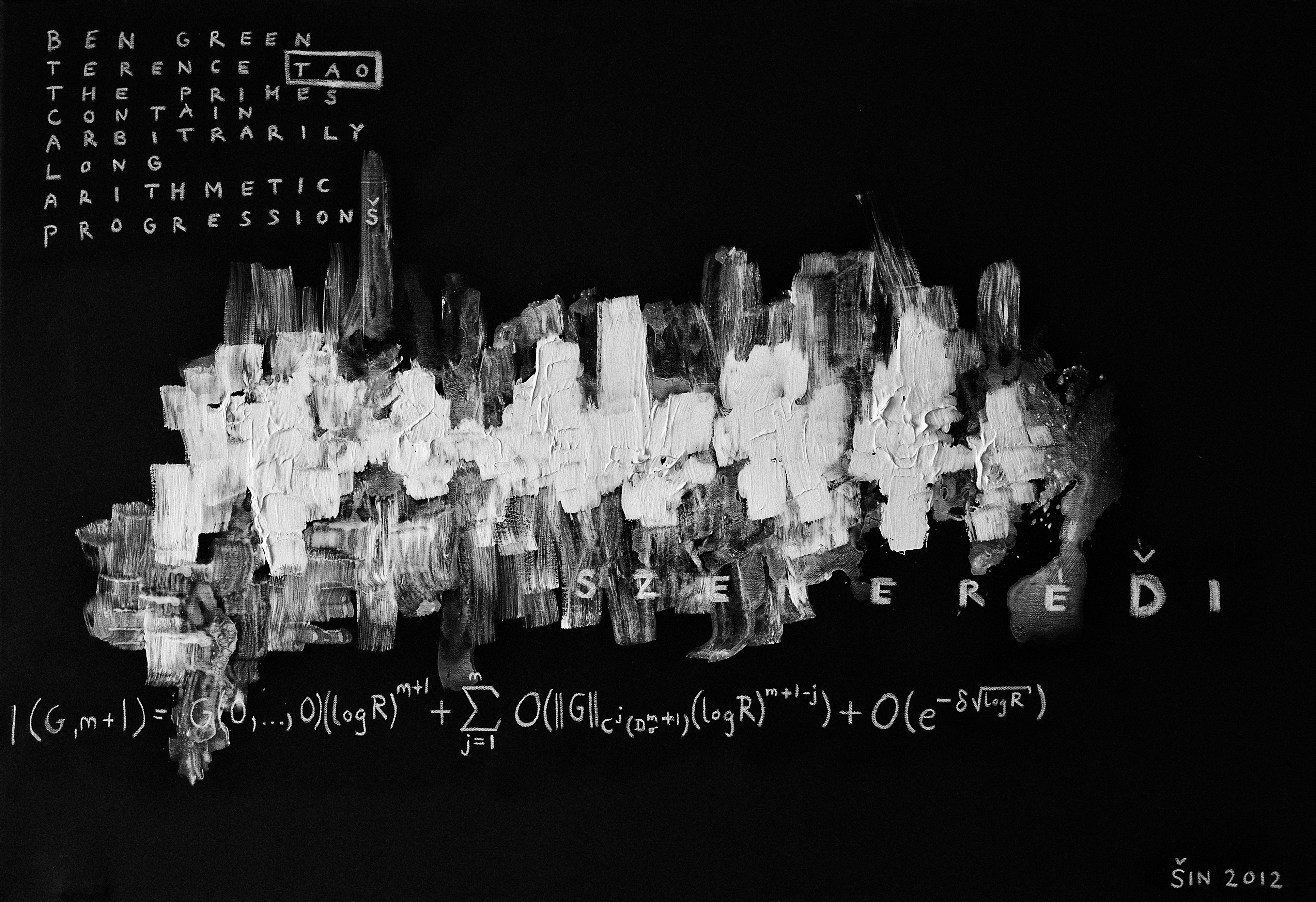

그린-타오 정리(영어: Green–Tao theorem)는 벤 그린과 테런스 타오에 의해 증명된 정리로, 소수의 수열이 임의로 긴 등차수열을 포함하고 있다는 정리이다. 세메레디의 정리 또한 비슷한 결과를 주장하고 있으며, 그린과 타오는 세메레디의 정리가 밀도가 0인 정수 수열에도 적용될 수 있다는 것을 보임으로써 이 정리를 증명했다.
타오와 타마르 지글러는 2006년 이보다 더 확장된 결과를 증명했는데 그것은 상수항이 없는 여러개의 일항정수다항식 {\displaystyle P_{1},\ldots ,P_{k}}가 주어졌을 때 {\displaystyle x+P_{1}(m),\ldots ,x+P_{k}(m)}가 모두 소수인 정수 x와 m가 무한하게 많이 존재한다는 결과이다.

## 같이 보기
- 디리클레 등차수열 정리